# 大伴熊凝
大伴 熊凝（おおとも の くまごり、和銅7年（714年） - 天平3年（731年）は、奈良時代の地方官吏。姓は君。肥後国益城郡（熊本県上益城郡・下益城郡などにあたる）の人。

## 記録
『万葉集』に収録された、当時筑前守であった山上憶良の歌の序によると、以下のような経歴を辿った人生であったらしい。
天平3年6月27日（731年7月21日）、18歳の時、相撲使の官位名前不明の肥後国国司の従者になり、都に向かっている（7月7日の相撲節会に間に合うように出発したもので、上り27日、下り14日の行程であるが、ここでは下りの日数で上京している）。
ところが、天運に幸を与えられずに、道中にあって疾病にかかり、そのまま安芸国佐伯郡高庭（現在の広島県廿日市市大野高畑と推定されている）の駅家にてみまかったという。
臨終の際に、長く嘆息して、こう言ったという。
「伝え聞いたところでは（地・水・火・風の四大が）仮に結合してなった人間の身は消えやすく、泡沫の命はとどめにくい。それゆえに千年に一人出るかのような聖人も既に去り、百年に一人出るかのような賢者もまたとどまらない。ましてや凡愚のいやしき者は、いかにしてうまく死から免れるのだろうか。ただ、私の老いてしまった親は、ともに草の庵にいらっしゃる。私を待って、日を過ごせば、きっと心を痛めるほど残念がるだろうし、私を望んで約束の時に帰れなかったら、必ず光を失うほどの涙を流すだろう。かわいそうな私の父、痛ましい私の母よ、この一身の死に向かう道は苦しくないが、ただ二親の生きて苦しまれることのみを悲しむだけだ。今日、永久に別れてしまったら、いずれの世にまたまみえることができるのだろうか」
以上のように語り、歌六首を作って、死んだという。
彼の死を悼んで、大宰大典であった麻田陽春が以下の2首を詠んでいる。
また、上述の山上憶良が彼の思いに仮託した歌を6首詠んでいる。
　以上の歌は熊凝の気持ちを代作したものであるが、とりわけ憶良の作は叙述が詳細で、死に行く子があとに残る親を思う煩悩に訴えるものである。